# Ermentrude
Ermentrude  è un nome proprio di persona italiano femminile.

## Varianti in altre lingue
- Germanico: Ermendrud[1]
- Inglese: Ermintrude[1]
- Polacco: Ermentruda
- Tedesco: Irmentrud[1], Ermentrud[1]
  - Ipocoristici: Irmtraud[1], Irmtrud[1]

## Origine e diffusione
Deriva dal nome germanico che può essere Ermendrud o Ermentrudis. Il primo elemento che lo compone è ermen, "universale", "totale"; il secondo può essere identificato con þruþ, "forza", quindi "forza universale", oppure con trut, "amato", "caro", quindi "la più amata".
Entrambi gli elementi si ritrovano in diversi altri nomi di origine germanica. Ermen, ad esempio, si riscontra in Emma, Irma, Ermengarda ed Ermenegilda, mentre þruþ compone i nomi Iltrude, Valtrude e Geltrude.

## Onomastico
L'onomastico si può festeggiare il 30 giugno in memoria di santa Erentrude di Salisburgo, chiamata anche Ermentrude, parente di san Ruperto e badessa a Salisburgo.

## Persone
- Ermentrude d'Orléans, regina d'Acquitania
- Ermentrude di Roucy, contessa e duchessa di Borgogna